# 2710 Veverka
A 2710 Veverka (ideiglenes jelöléssel 1982 FQ) a Naprendszer kisbolygóövében található aszteroida. Edward L. G. Bowell fedezte fel 1982. március 23-án.